# Ткач, Любовь Павловна
Любовь Павловна Ткач (род. 18 февраля 1993) — российская легкоатлетка, специалистка по многоборьям. Выступала за сборную России по лёгкой атлетике в середине 2010-х годов, победительница Кубка Европы в командном зачёте, чемпионка и призёрка первенств национального значения, участница чемпионата мира в Пекине. Представляла Москву и Якутию. Мастер спорта России международного класса.

## Биография
Любовь Ткач родилась 18 февраля 1993 года.
Занималась лёгкой атлетикой в Москве в Спортивной школе олимпийского резерва «Юность Москвы», проходила подготовку под руководством тренеров С. В. Желанова и С. А. Чистова.
В 2012 году стала чемпионкой России среди юниоров, набрав в сумме семиборья 5380 очков.
Впервые заявила о себе на взрослом всероссийском уровне в сезоне 2014 года, победив на Кубке России в Адлере и выиграв серебряную медаль в семиборье на чемпионате России по многоборьям в Чебоксарах — уступила здесь только Александре Бутвиной. Попав в состав российской национальной сборной, выступила на Кубке Европы в Торуне, где вместе со своими соотечественницами заняла первое место в женском командном зачёте.
В 2015 году в пятиборье взяла бронзу на зимнем чемпионате России в Санкт-Петербурге, тогда как в семиборье с личным рекордом (6055 очков) стала серебряной призёркой на молодёжном европейском первенстве в Таллине и одержала победу на летнем чемпионате России в Чебоксарах. Благодаря череде удачных выступлений удостоилась права защищать честь страны на чемпионате мира в Пекине — набрала здесь 5729 очков, расположившись в итоговом протоколе соревнований на 23-й строке.
В 2016 году на зимнем чемпионате России в Смоленске стала второй в пятиборье позади Ульяны Александровой.
Впоследствии оставалась действующей спортсменкой вплоть до 2017 года, продолжая принимать участие в различных всероссийских соревнованиях, хотя её результаты к этому времени уже пошли на спад.
За выдающиеся спортивные результаты удостоена почётного звания «Мастер спорта России международного класса».